# Österreichische Botschaft in Riga
Die Österreichische Botschaft in Riga (lettisch Austrijas vēstniecība Rīgā) war der Hauptsitz des österreichischen Botschafters in Lettland (Austrijas Vestnieks Latvija), dem diplomatischen Vertreters der Republik Österreich in der Republik Lettland (Latvijas Republika), in Riga. Sie wurde 2016 im Zuge einer Umstrukturierung aufgelöst.

## Geschichte
Das heutige Lettland, einst Kurland und Livland, gehörte zum Deutschordensstaat, dann teils ab 1629 zum Königreich Schweden, ab 1721 teils zum Zarenreich Russland, teilweise 1561 bis 1795 zum Königreich Polen-Litauen, dann (Teilung Polens) bis zum Ersten Weltkrieg vollständig zu Russland. Die Diplomatie Österreichs (und Österreich-Ungarns) lief dementsprechend über die Gesandtschaften in Warschau, in Stockholm und in Sankt Petersburg.
Schon 1794 wurde ein k.k. Honorarkonsulat zu Riga in Livonia / Finnland errichtet.
Dieses wurde wegen der Handelsbeziehungen und der Bedeutung des Hafens zur wichtigsten der bis 1918 5 Konsulate im St.-Petersburger Amtsbereich. Es gab sie bis 1914.
Ab 1909 gab es auch ein Honorarkonsulat in Libau (heute Liepāja), das dann über die Kriegswirren hinaus bis 1919 bestand.
Nach der Oktoberrevolution 1917 wurde 18. November 1918 eine erste Republik Lettland ausgerufen, die am 17. Februar 1921 de jure von Österreichs nur wenige Tage älteren erster Republik anerkannt wurde.
Zuständig für das Baltikum war die Botschaft Warschau.
November 1921 wurde wieder ein Honorarkonsul besetzt,  21. April 1931 zum Honorar-Generalkonsul (ad personam) erhoben.
1938, vor Beginn des 2. Weltkriegs und im Zuge des Anschlusses an Hitlerdeutschland, wurde die Vertretung aufgelöst. Lettland ging dann nach Kriegsende in der Sowjetunion auf, die Vertretung Österreichs befand sich in Moskau.
1991 wurde Lettland nach dem Zerfall der Sowjetunion wiederhergestellt, Die Anerkennung durch Österreich erfolgte per 28. August 1991, die diplomatische Beziehungen wurden mit 19. Jänner 1992 wiederaufgenommen. Die ersten Jahre war der Botschafter in Stockholm mitbeglaubigt.
Die Lettische Botschaft in Wien wurde  November 1993 eröffnet.
1994 gab es wieder einen Honorarkonsul in Riga.
31. Oktober 1997 wurde dann die Österreichische Botschaft eröffnet. Seit 1998 gibt es das Zweigbüro der Wirtschaftskammer Österreich (heute AußenwirtschaftsCenter genannt). Die Österreich-Bibliothek wurde 13. September 2001 eröffnet.
2015 wurde beschlossen, die Botschaft aufzulassen, sie wird relativ wenig genutzt, und der diplomatische Kontakt zu Lettland ist über EU-Institutionen gut möglich und soll „bilateral intensiv“ bleiben.

## Lettisch-österreichische Beziehungen
Die Beziehungen zwischen den beiden Ländern sind „ausgezeichnet“.
Wirtschaftlich ist sie trotz des Wirtschaftsbooms am Baltikum nicht ausnehmend bedeutend (2014 Außenhandelsvolumen Österreich zu Litauen 150 Mio. zu 28 Mio. Euro).
Eng ist der Kulturaustausch, mit Österreich-Bibliothek, Künstleraustauschprogrammen und Kulturveranstaltungen.

## Organisation

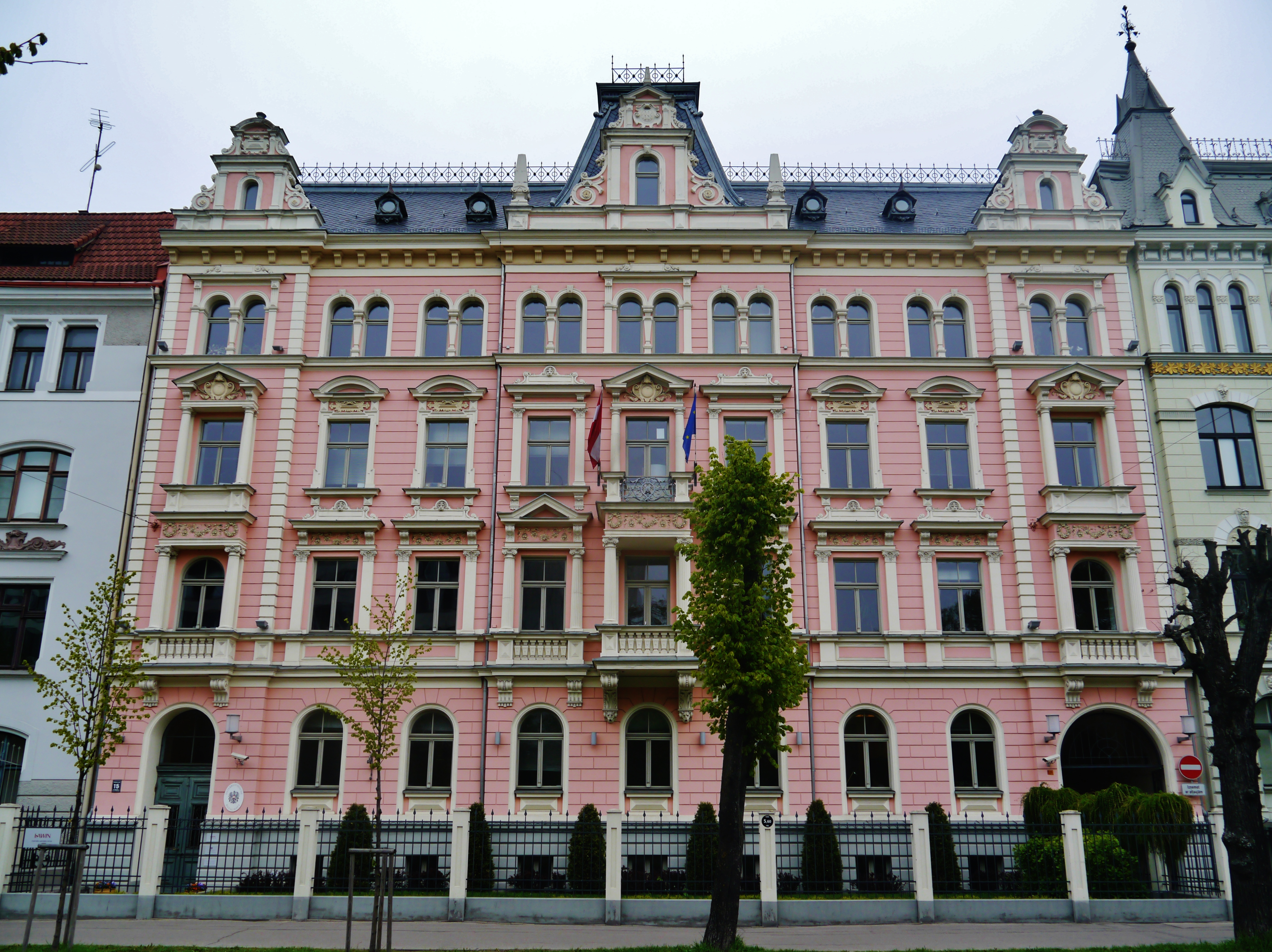
Sitz der Botschaft am Kronvalda parks

Sitz der Österreichischen Botschaft Riga war die lettische Hauptstadt Riga, in der Elizabetes iela Nr. 15-4°, direkt am Kronvalda parks, im Stadtteil Pētersala-Andrejsala am Rand der Altstadt (Centrs).
Zur Botschaft gehörten auch:
- Büro des Verteidigungsattachés (akkreditiert in Dänemark, Estland, Lettland, Finnland, Norwegen und Schweden; residierte in Stockholm).

Folgende Stellen existierten auch nach Schließung der Botschaft:
- AussenwirtschaftsCenter Riga[23]
- Österreich-Bibliothek Riga (Austrijas bibliotēkā Rīgā; in der Latvijas Universitātes Akadēmiskā bibliotēka/Akademischen Bibliothek der Universität Lettlands, gemeinsam mit dem Schweizer Lesezimmer)[24][16][21]

## Botschafter
Liste lückenhaft
17. Februar 1921: Aufnahme diplomatischer Beziehungen
| Name                 | Amtszeit              | Anmerkungen |                      |
| Österreich → Litauen | Österreich → Litauen  | Österreich → Litauen | Österreich → Litauen |
| -------------------- | --------------------- | --- | -------------------- |
| Otto Pleinert        | 28. August 1991–1992  | mitbeglaubigter Botschafter in Schweden (Sitz in Stockholm); davor Botschafter in Libyen, in Israel; in Schweden seit 1990                   |                      |
| Franz Parak          | 1993–30. Oktober 1997 | mitbeglaubigter Botschafter in Schweden (Sitz in Stockholm); davor Botschafter in Syrien; in der Schweiz; danach Leiter der ECMM Jugoslawien |                      |
| …                    |                       | |                      |
| Wolfgang Jilly       | 2001–2005             | davor in der Botschaft beim Heiligen Stuhl, Botschafter in Chile, auf den Philippinen                                                        |                      |
| …                    |                       | |                      |
| Stefan Pehringer     | 2011–2015             | davor an div. Botschaften und im Außenministerium; danach politischer Berater des Bundeskanzlers (Werner Faymann)                            |                      |
| Arad Benkö           | Januar 2015–2016      | davor an Botschaften, im Außenministerium, div. EU- und UN-Angelegenheiten                                                                   |                      |
| Bernadette Klösch    | seit März 2023        | |                      |